# Fototeka
Fototeka – zbiór fotografii, w szerszym znaczeniu także miejsce jego przechowywania lub placówka pełniąca nad nim pieczę, np.:
- Fototeka Filmoteki Narodowej
- Fototeka Lanckorońskich.